# Mergorejo
Mergorejo is een bestuurslaag in het regentschap Tuban van de provincie Oost-Java, Indonesië. Mergorejo telt 2460 inwoners (volkstelling 2010).